# 伊藤順康
伊藤 順康（いとう まさやす、1942年-　）は、日本の心理学者。

## 来歴
東京生まれ。東京都立新宿高等学校卒、東京大学教育学部卒、1976年同大学院博士課程満期退学（社会教育学、人間形成論専攻）。東京理科大学教授。

## 著書

### 単著
- 『青年期の自己形成 そのプロセスと生き方の探究』川島書店 1982
- 『教師になるとき 教育人間学とその実践』川島書店 1984
- 『自己変革の心理学 論理療法入門』講談社現代新書 1990
- 『自分が変わる本 可愛い女から美しい人へ』同文書院 面白books 1993
- 『「自分」と「人生」を考える心理学』ベストセラーズ 1993
- 『自分の夢を叶えるセルフ・ノートのつくり方 こころの文章読本』ベストセラーズ 1997
- 『心がみえてくる図解心理学』講談社 2000
- 『現代人は愛しうるか 恋愛の能力を高める本』ベストセラーズ 2003

### 共著
- 『教師教育学序説 教育人間学の展開と授業理論のエッセンス』綿貫秀一共著 川島書店 1996

### 翻訳
- A.エリス, R.A.ハーパー『論理療法 自己説得のサイコセラピイ』国分康孝共訳 川島書店 1981

## 参考
- [ISBN 978-4-7610-0276-3]
- 『自己変革の心理学』著者紹介